# Tinospora fragosa
Tinospora fragosa är en tvåhjärtbladig växtart som först beskrevs av Verdoorn, och fick sitt nu gällande namn av Verdoorn och Troupin. Tinospora fragosa ingår i släktet Tinospora och familjen Menispermaceae. Inga underarter finns listade i Catalogue of Life.